# Varja
Varja is een plaats in de Estlandse gemeente Lüganuse, provincie Ida-Virumaa. De plaats heeft de status van dorp (Estisch: küla) en telt 106 inwoners (2021).